# Loek Peters
Loek Peters (Papendrecht, 3 juli 1974) is een Nederlands acteur.

## Levensloop
Peters volgde van 1996 tot 2000 een opleiding aan de Toneelschool Amsterdam. Hij is te zien in verschillende Nederlandse dramaseries, waaronder De geheimen van Barslet, A'dam - E.V.A., Lijn 32 en Penoza. Ook maakte hij deel uit van de groep acteurs in het improvisatieprogramma De vloer op van Human. Filmproducties waarin hij een rol speelt, zijn onder meer De sterkste man van Nederland, als krachtpatser René, Kauwboy, als driftige gescheiden vader, Achtste-groepers huilen niet, waarin hij gestalte geeft aan het personage dokter Snor, en Roffa, waarin hij voetbalhooligan Ricardo speelt. Daarnaast is Peters actief in het theater. Zo had hij onder meer een hoofdrol in het door Peter de Baan geregisseerde stuk Blind vertrouwen uit 2011.
In 2008 was Loek Peters genomineerd voor een Gouden Kalf in de categorie 'beste mannelijke bijrol' voor zijn rol in de dramafilm Het echte leven. De filmprijs werd toegekend aan Ton Kas. In 2013 speelde hij mee met de serie Sophie's Web als Rob. In 2014 was Peters een van de deelnemers aan het vijftiende seizoen van het RTL 5-programma Expeditie Robinson. Van 2010 tot en met 2017 was Peters te zien als Berry Reitens in de succesvolle televisieserie Penoza. 
In het voorjaar van 2021 was hij een van de deelnemers in het eerste seizoen van de RTL show De Verraders. Tevens was Peters in 2021 een van de acht terugkerende oud-deelnemers van het 21e seizoen van het RTL 4-programma Expeditie Robinson, hij viel als elfde af en eindigde daarmee op de zestiende plaats. Peters was eerder te zien in het vijftiende seizoen van het programma toen verliet hij door medische redenen de expeditie als zevende deelnemer en eindigde op de twaalfde plaats.
Buiten zijn acteerwerkzaamheden geeft Peters lezingen en trainingen in samenwerken en leiderschap.

## Filmografie
- Venus - Harold (1998)
- Verkeerd verbonden - Reperateur (2000)
- Ernstige Delicten - Rechercheur (2002)
- Kees de jongen - Badmeester (2003)
- Bitches - Demitre ten Brink (2004)
- Staatsgevaarlijk - Wachtcommandant (2005)
- Afdwalen (2006)
- Intensive care - Sjaak (2006)
- Spoorloos verdwenen - Jef Stelders (2006)
- Keyzer & De Boer Advocaten - René Kuijers (2008)
- Flikken Maastricht - Steef Geurten (2008)
- Het echte leven - Dirk (2008)
- Verborgen gebreken - Ron Zweers (2009)
- Life is beautiful (2009)
- Zwemparadijs - Badmeester (2009)
- Gooische Vrouwen - Hotelgast (2009)
- Sekjoeritie - Bob (2010)
- Penoza - Berry Reitens (2010-2017)
- De sterkste man van Nederland - René (2011)
- Pizza Maffia - Piloot (2011)
- A'dam - E.V.A. - Luuk (2011)
- De geheimen van Barslet - Sibe Dekker (2011)
- U & Eye - Constructiewerker (2011)
- Kauwboy - Ronald (2012)
- Zombibi - Ruben (2012)
- Tony 10 - Toep (2012)
- Achtste-groepers huilen niet - Dokter Snor (2012)
- Lijn 32 - Chef (2012)
- Quiz - Max (2012)
- Laptop - Dirk (2012)
- Mijn vader is een detective: The Battle - Beren (2012)
- Guilty movie - Barman (2012)
- Roffa - Ricardo (2013)
- Mannenharten - Baas van Frank (2013)
- Zusjes - Rob Evers (2013)
- Sophie's Web - Rob (2013-2014)
- Moordvrouw - Bert de Wildt (2014)
- Anton - Vader Anton (2014)
- Oorlogsgeheimen - Mr. Ramakers (2014)
- Bloed, zweet & tranen - Robert de Waal (2015)
- Apenstreken - Tibor (2015)
- Rokjesdag - Bor (2016)
- Finding Dory - Hank (2016, stem)
- Hartenstrijd - Man van Merel (2016)
- Als de dijken breken - Robert Wienesse (2016)
- Storm: Letters van Vuur - bakker (2017)
- Oogappels - agressieve vader (2019)
- Whitestar - handelaar (2019)
- Penoza: The Final Chapter - Berry Reitens (2019)
- Nieuw zeer (2020) (televisieserie)
- Kruimeltje en de strijd om de goudmijn - Herman (2020)
- Hoe mijn keurige ouders in de bak belandden - Marcel (2021) (televisieserie)
- Foodies - Duco (2022)
- Zwanger & Co - Leo (2022)
- De Gelaarsde Kat 2: De Laatste Wens - Grote Boze Wolf (2022, stem)
- Bennie - Melle (2025)